# Wanted - Duets & Rarities
Wanted - Duets & Rarities è una raccolta di Zucchero Fornaciari, pubblicata il 2 marzo 2018 durante il Wanted - Un'altra storia Tour, in occasione dei 35 anni di carriera del cantante e collegata alla raccolta monumentale Wanted (The Best Collection) del 2017.

## Il disco
Il disco, pubblicato in edizione doppio vinile, presenta gli stessi contenuti del CD7 dell'edizione deluxe della raccolta Wanted (The Best Collection). La pubblicazione, così come quella di Black Cat Live, rispecchia la volontà della casa discografica Universal Music Group di tornare a puntare sul vinile, supporto nuovamente in crescita dopo anni di calo del mercato.

## Tracce
LP 1
Lato A
1. A Wonderful World (feat. Eric Clapton)
2. Who Will the Next Fool Be? (feat. Mark Knopfler)
3. Send Me an Angel (feat. Scorpions & Berliner Philharmoniker)
4. Las palabras de amor (feat. Queen) (live at Wembley Stadium, London / 1992)

Lato B
1. Let the Good Times Roll (feat. B.B. King)
2. Un piccolo aiuto (feat. Gérard Depardieu)
3. Imagine (feat. Randy Crawford & Vivaldi Orchestra Moskow) (live at the Kremlin)
4. Everybody's Got to Learn Sometime (feat. Queen & Sharon Corr) (live at 46664 Cape Town South Africa)

LP 2
Lato A
1. Mama Get Real (feat. Mousse T.) (Remix English Single)
2. Va pensiero (feat. Sinéad O'Connor)
3. Il libro dell’amore (feat. 2Cellos)
4. Sei di mattino

Lato B
1. White Christmas
2. Anytime
3. Ho visto Nina volare (live at Faber, amico fragile, Genova / 2000)
4. Sympathy

## Classifiche
| Classifica (2018) | Posizione massima |
| ----------------- | ----------------- |
| Italia (vinili)   | 5                 |